# 帕克敦 (喬治亞州)
帕克敦（英語：Parkertown）是位於美國喬治亞州哈特縣的一個非建制地區。該地的面積和人口皆未知。

## 地理
帕克敦的座標為34°27′27″N 83°02′24″W / 34.45750°N 83.04000°W，而該地的平均海拔高度為215米（即705英尺）。